# سبورستو (تشيشير)
سبورستو (بالإنجليزية: Spurstow)‏ هي قرية و أبرشية مدنية تقع في المملكة المتحدة في إنجلترا. يقدر عدد سكانها بـ 394 نسمة .